# Cagliostro (film 1949)
Cagliostro è un film del 1949 diretto da Gregory Ratoff. Una produzione italo-americana che racconta in maniera molto fantasiosa la vicenda di Giuseppe Balsamo, avventuriero settecentesco conosciuto dai più sotto il nome di conte di Cagliostro.
È ispirato al romanzo (primo dei quattro libri che compongono il ciclo Mémoires d'un médecin) Giuseppe Balsamo di Alexandre Dumas padre, che ripercorre in maniera romanzata, vicende che si svolgono negli ultimi anni della monarchia francese, coinvolgendo personaggi della corte di Versailles e finendo nel 1792, anno di nascita della repubblica.
Il film è noto anche con il titolo Gli spadaccini della Serenissima.

## Trama
In Sicilia, i gitani rapiscono il piccolo Giuseppe. Il visconte de Montaigne fa impiccare Maria, la zingara che si era presa cura del bambino: Giuseppe cresce, giurando vendetta. A Vienna, il dottor Mesmer scopre le sue doti paranormali e così comincia la carriera di Cagliostro.
A Parigi, tempo dopo, per vendicarsi di de Montaigne, Cagliostro usa Lorenza, una ragazza che assomiglia a Maria Antonietta, per gettare discredito sul visconte: si tratta del famoso caso della collana della regina che porterà anche Cagliostro alla Bastiglia. Smascherato da Mesmer, durante il processo che ne segue, Cagliostro si trova sempre più invischiato nei guai: mentre cerca di fuggire sui tetti, viene affrontato e ucciso dal fidanzato di Lorenza.

## Produzione
Il film è un co-produzione italo-americana, della società Edward Small Productions: il film doveva essere inizialmente girato negli USA diretto da Douglas Sirk con George Sanders. Durante la lavorazione, venne a mancare il direttore della fotografia Ubaldo Arata. Alcune delle scene del film vennero dirette da Orson Welles (senza accredito). Nella sua autobiografia l'attrice Valentina Cortese racconta di come il collega Orson Welles si divertisse a inventare i dialoghi solo per far arrabbiare il regista.
Orson Welles è accompagnato nelle scene da cinque comparse femminili, Silvana Mangano, Eleonora Rossi Drago, Silvana Pampanini, Gianna Maria Canale e Gina Lollobrigida, al loro esordio cinematografico.

## Distribuzione
In Italia il film fu distribuito dalla Scalera, negli USA dalla United Artists. Fu riedito nel 1950 dalla Favorite Films. Nel 2005, venne distribuito in VHS dalla Nothing's New Video e nel 2006 dalla VLS.

### Data di uscita
IMDb
- USA: 19 agosto 1949
- USA: 8 novembre 1949 (New York)
- Australia: 8 dicembre 1949
- Portogallo: 20 gennaio 1950
- Svezia: 28 aprile 1950
- Francia: 5 maggio 1950
- Germania Ovest: 1º agosto 1951
- Filippine: 4 marzo 1952 (Davao)
- Finlandia: 1º maggio 1952
- Austria: 1953
- Spagna: 11 maggio 1953

### Titoli
- Black Magic: USA (titolo originale)
- Cagliostro: Francia / Grecia / Italia / Portogallo/ Spagna
- Gli spadaccini della Serenissima: Italia (titolo alternativo)
- Graf Cagliostro: Austria / Germania Ovest
- Cagliostro, el desalmado: Cile
- Czarna magia: Polonia
- Den svarta demonen: Svezia
- Mustaa taikaa: Finlandia